# Moustache
Moustache är en låt av den franska trion Twin Twin. Låten representerade Frankrike i Eurovision Song Contest 2014 i Köpenhamn, Danmark.
Eftersom Frankrike tillhör de så kallade "Big Five"-länderna i Eurovision Song Contest behövde den inte tävla i någon av semifinalerna, utan gick direkt till finalen den 10 maj. I finalen fick låten endast två poäng och hamnade allra sist av de 26 tävlande bidragen.